# División de Honor A de hockey hierba 2021-22
La División de Honor A de hockey hierba 2021-22 es la 56.ª temporada de la máxima categoría española de hockey hierba. La disputan diez equipos que se enfrentan todos contra todos en una fase de liga, y los ocho primeros clasificados jugarán las eliminatorias por el título.

## Equipos
En esta temporada participarán diez equipos:
| Equipo                                 | Localidad                  | Estadio                                    |
| -------------------------------------- | -------------------------- | ------------------------------------------ |
| Real Club de Polo                      | Barcelona                  | Eduardo Dualde                             |
| Atlètic Terrassa Hockey Club           | Tarrasa                    | Estadio de Hockey Josep Marquès            |
| Club Egara                             | Tarrasa                    | Pla de Bon Aire                            |
| Club de Campo Villa de Madrid          | Madrid                     | Club de Campo                              |
| Fútbol Club Barcelona                  | Barcelona                  | Complejo Deportivo Municipal Pau Negre     |
| Júnior Fútbol Club                     | San Cugat del Vallés       | Sant Cugat                                 |
| SPV Complutense                        | San Sebastián de los Reyes | Campo de Hockey San Sebastián de los Reyes |
| Real Sociedad de Tenis de la Magdalena | Santander                  | Ruth Beitia                                |
| Real Club Jolaseta                     | Guecho                     | Jolaseta                                   |
| Sardinero Hockey Club                  | Santander                  |                                            |